# Proshapalopus multicuspidatus
Proshapalopus multicuspidatus är en spindelart som först beskrevs av Cândido Firmino de Mello-Leitão 1929.  
Proshapalopus multicuspidatus ingår i släktet Proshapalopus och familjen fågelspindlar. Inga underarter finns listade i Catalogue of Life.